# چیکن رنچ (نوادا)
چیکن رنچ یک فاحشه خانه قانونی و دارای مجوز است که در حدود ۶۰ مایل (۹۷ کیلومتر) واقع شده است غرب لاس وگاس در نزدیکی شهر پهرامپ ، در شهرستان نای ، در ۱۰۵۱۱ جاده هومستد. فاحشه خانه 17 تختخوابی  در ۴۰ جریب فرنگی (۱۶ هکتار) زمین. یک ساختمان مجزا که توسط یک نسیم به خانه اصلی متصل می شود، شامل سه "خانه ییلاقی" با مضمون بسیار تزئین شده است که برای مشتریانی که مایل به تجربه ای مجلل هستند پذیرایی می کند.
تقریباً ۶۰ تن از مهدکودک‌ها مزرعه مرغ را «خانه» می‌نامند که در آن حدود ۱۲ تا ۱۵ زن در هر زمان در آنجا زندگی و کار می‌کنند. زنان اغلب حداقل 2 هفته در یک زمان می مانند.
خانم ها پیمانکاران مستقل هستند و قیمت ها و منوی خدمات خود را تعیین می کنند. با توجه به احکام شهرستان نای، درخواست نمی تواند در خارج از خانه فاحشه خانه انجام شود. 
این مزرعه قبلاً مجموعه‌ای از یادگاری‌های مرغداری اصلی را در خود جای می‌داد که در خارج از لا گرانج، تگزاس قرار داشت.
این مزرعه همچنین بار Leghorn را در خود جای داده است. این بار دارای ورودی جداگانه برای بازدیدکنندگانی است که مایل به ورود به سالن فاحشه خانه نیستند.
مزرعه مرغ در مجاورت فاحشه خانه قانونی دیگر به نام شریز است.

## تاریخچه

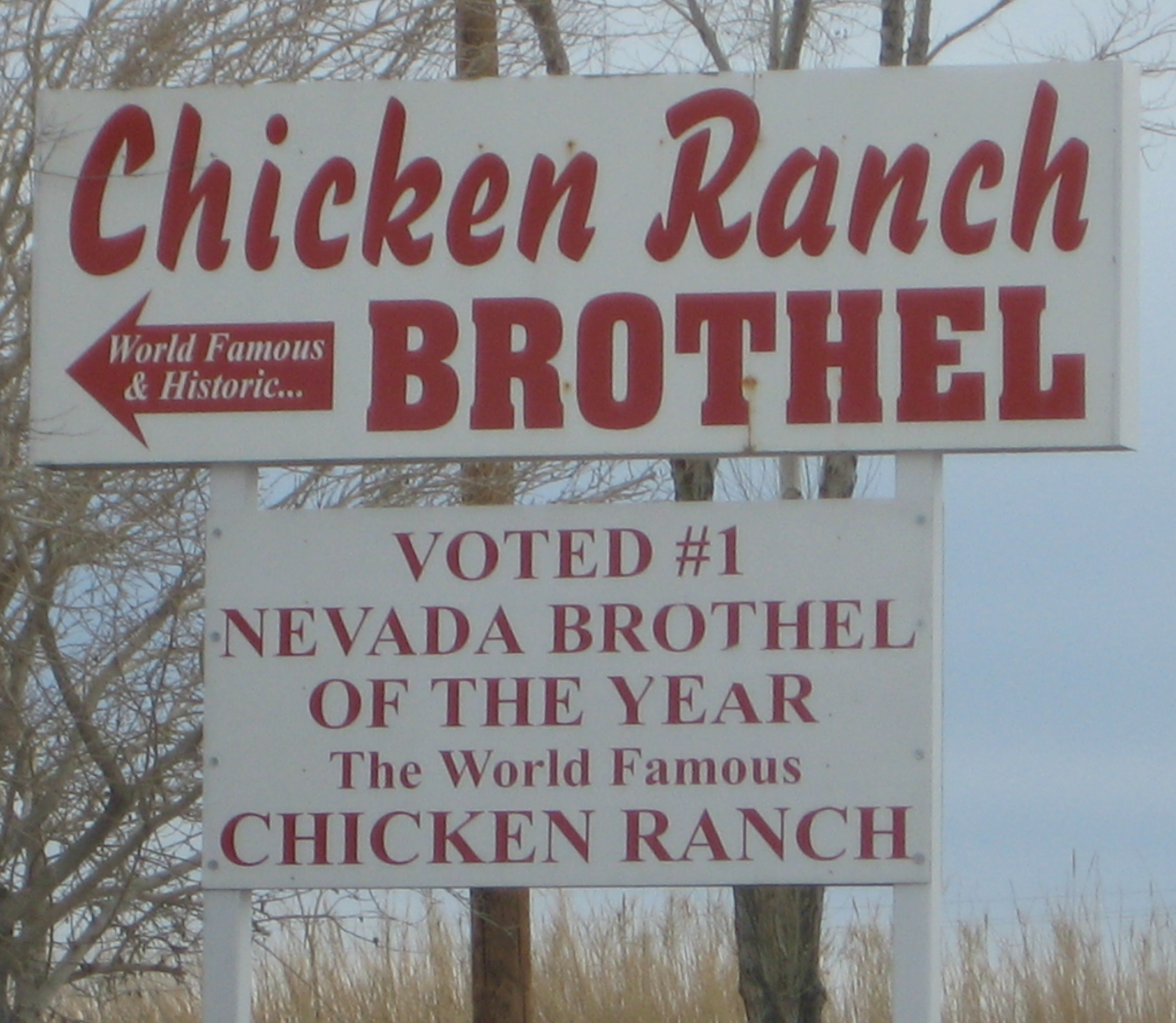
بیلبورد کنار جاده برای مرغداری

والتر پلانکینتون مزرعه مرغ نوادا را در سال ۱۹۷۶ افتتاح کرد،  تا جایی که قانوناً ممکن است نزدیک به لاس وگاس. او با مخالفت شدید مجریان قانون محلی و دیگر صاحبان فاحشه خانه ها مواجه شد.  این نزدیکترین فاحشه خانه به لاس وگاس است. 
محل اولیه مزرعه مرغ در محدوده شهر پهرومپ بود، جایی که فحشا غیرقانونی بود. پلانکینتون دستگیر شد و به دلیل نقض قوانین شهر مجرم شناخته شد.  او فاحشه خانه را به مکان جدیدی در شهرستان نای منتقل کرد، اما خارج از محدوده شهر. پس از درخواست های طولانی، او در سال ۱۹۸۱ ۶۰ روز را در زندان گذراند.
شهرستان نای در سال ۱۹۷۶ نیازی به مجوز فاحشه خانه ها نداشت و سه فاحشه خانه دیگر در آن زمان به طور قانونی در این شهرستان فعالیت می کردند. با این وجود، مقامات طوماری در مخالفت با مزرعه مرغ منتشر کردند و سپس سعی کردند آن را به عنوان یک "آزار عمومی فی نفسه " تعطیل کنند. نتیجه دادگاه به دادگاه عالی نوادا رسید که در سال ۱۹۸۷ به نفع پلانکینتون رای داد 
در سال ۱۹۷۸ ، مزرعه جوجه ها توسط آتش افروزان به آتش کشیده شد. و پلانکینتون ۵ روز بعد با مجموعه جدیدی از تریلرها بازگشایی شد.
در سال ۱۹۸۲ ، پلانکینتون مزرعه مرغداری را به مبلغ ۱۲۵۰۰۰۰۰ دلار به کنت گرین  تاجر سانفرانسیسکو و راسل رید، معلم سابق فروخت. رید که ۲۵۰۰۰ دلار برای خرید کمک کرده بود، مدیر شد. در آن زمان حدود ۱۵ زن در مزرعه کار می کردند. 
فرودگاه چیکن رنچ یک فرودگاه در محل بود که به هواپیماهای کوچک اجازه فرود در فاحشه خانه را می داد.  تصاویر مربوط به سال ۱۹۹۴ نشان می دهد که فرودگاه در این زمان بسته شده بود.
در ۸ فوریه ۲۰۰۶ ، مزرعه پیشنهاد خرید ۵.۲ میلیون دلاری را پذیرفت.